# Tarzo
Tarzo ist eine nordostitalienische Gemeinde (comune) mit 4160 Einwohnern (Stand 31. Dezember 2023) in der Provinz Treviso in Venetien. Die Gemeinde liegt etwa 33,5 Kilometer nordnordwestlich von Treviso im Valmareno. Im Gemeindegebiet liegen auch die Seen Lago di Santa Maria und Lago di Lago (auch: Lago di San Giorgio). Durch Tarzo fließt der Cervano.

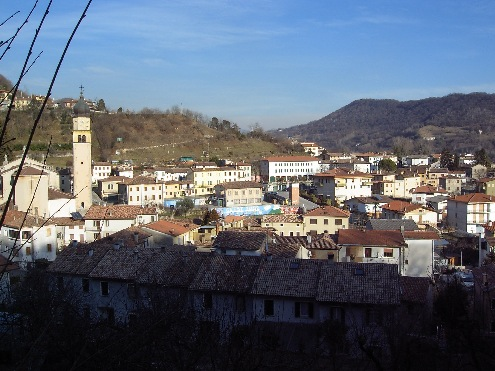
Blick auf Tarzo